# Calopteryx splendens
Calopteryx splendens (Harris, 1780), comunemente nota come splendente comune, è un insetto della famiglia Calopterygidae (Odonata: Zygoptera).

## Descrizione
I maschi adulti presentano colorazioni metalliche blu-verdi, ha le ali trasparenti, che presentano un'ampia, macchia scura, particolare che la differenzia dalla specie simile Calopteryx virgo. Il corpo delle femmine ha un colore verde metallizzato, depongono fino a 10 uova al minuto per 45 minuti. Queste si schiudono dopo 14 giorni dando alla luce larve che si svilupperanno nell'arco di 2 anni.

## Distribuzione e habitat
È presente in quasi tutta l'Europa ad eccezione della Penisola Iberica, in alta montagna e nella Scandinavia settentrionale.
In Italia è ben presente al Nord e in tutta la penisola, mentre è estremamente localizzata in Sardegna e assente in Sicilia.
Frequenta ambienti umidi con acqua debolmente corrente e fresca, ed è piuttosto frequente in prossimità di ruscelli, fossi, fiumi e canali.